# Walter Reed Army Institute of Research

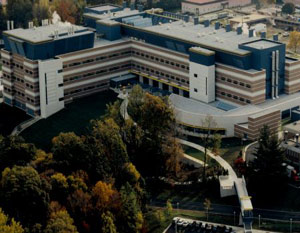
El “Edificio Daniel Inouye” (Edificio 503), Anexo de Forest Glen, Silver Spring, Maryland, que alberga el WRAIR desde 1999.

El Walter Reed Army Institute of Research o Instituto de Investigación del Ejército Walter Reed ("WRAIR") es el centro de investigación biomédica más grande administrado por los EE. UU. (Departamento de Defensa de los Estados Unidos). Departamento de Defensa (DoD). El instituto está ubicado en el anexo de Forest Glen, en la parte de Forest Glen Park, Maryland del área urbana no incorporada de Silver Spring, Maryland (Silver Spring) en Maryland, justo al norte de Washington D. C., pero es una unidad subordinada del Comando de Material e Investigación Médica del Ejército de los Estados Unidos U.S. Comando de Investigación y Desarrollo Médico del Ejército (USAMRDC), con sede cerca de Fort Detrick, Maryland. En Forest Glen, WRAIR ha compartido espacio administrativo y de laboratorio (el edificio Sen Daniel K. Inouye, también conocido como Edificio 503) con el Centro de Investigación Médica Naval desde 1999.

## Historia
El instituto lleva el nombre del Mayor Walter Reed, un médico militar (1851-1902), quien en 1901 dirigió el equipo que confirmó la teoría de que la fiebre amarilla se transmite por una especie particular de mosquito, en lugar de por contacto directo. En la actualidad, WRAIR promueve y realiza investigaciones biomédicas para el Departamento de Defensa y el Ejército de los EE. UU. Recientemente ha desarrollado dos “centros de excelencia” modernos en los campos de la psiquiatría/neurociencia militar y la investigación de enfermedades infecciosas. Los centros se centran respectivamente en la aptitud física de los soldados, las lesiones cerebrales y el control del sueño, así como en el desarrollo de vacunas y medicamentos para la prevención y el tratamiento de enfermedades como la malaria, el VIH/SIDA, el dengue, las infecciones de heridas, la leishmaniasis y las enfermedades entéricas.

## Miembros notables del personal
- Robert J. T. Joy
- Maurice Hilleman, (1948–57)
- David Rioch (1951–70)
- Walle Nauta (1951–64)
- Robert Galambos
- Joseph C. Sharp[1]
- David H. Hubel (ca. 1954–58)
- Jerome Kim
- Edward Perl (ca. 1953–54)
- James S. Ketchum (1958–60)
- Nelson Michael